# Stockholms stad (stadskommun)
Stockholms stad var en stad i Sverige och 1863–1970 en stadskommun för Stockholm, underställd Överståthållarämbetet till och med år 1967 och därefter en del av Stockholms län.

## Historisk bakgrund
Borgen och slottet Tre Kronor grundades av Birger jarl vid 1200-talets mitt. Stockholm nämns i skrift första gången år 1252 i Skyddsbrevet för Fogdö kloster och fick stadsprivilegier den 1 maj 1436. 

## Administrativ historik

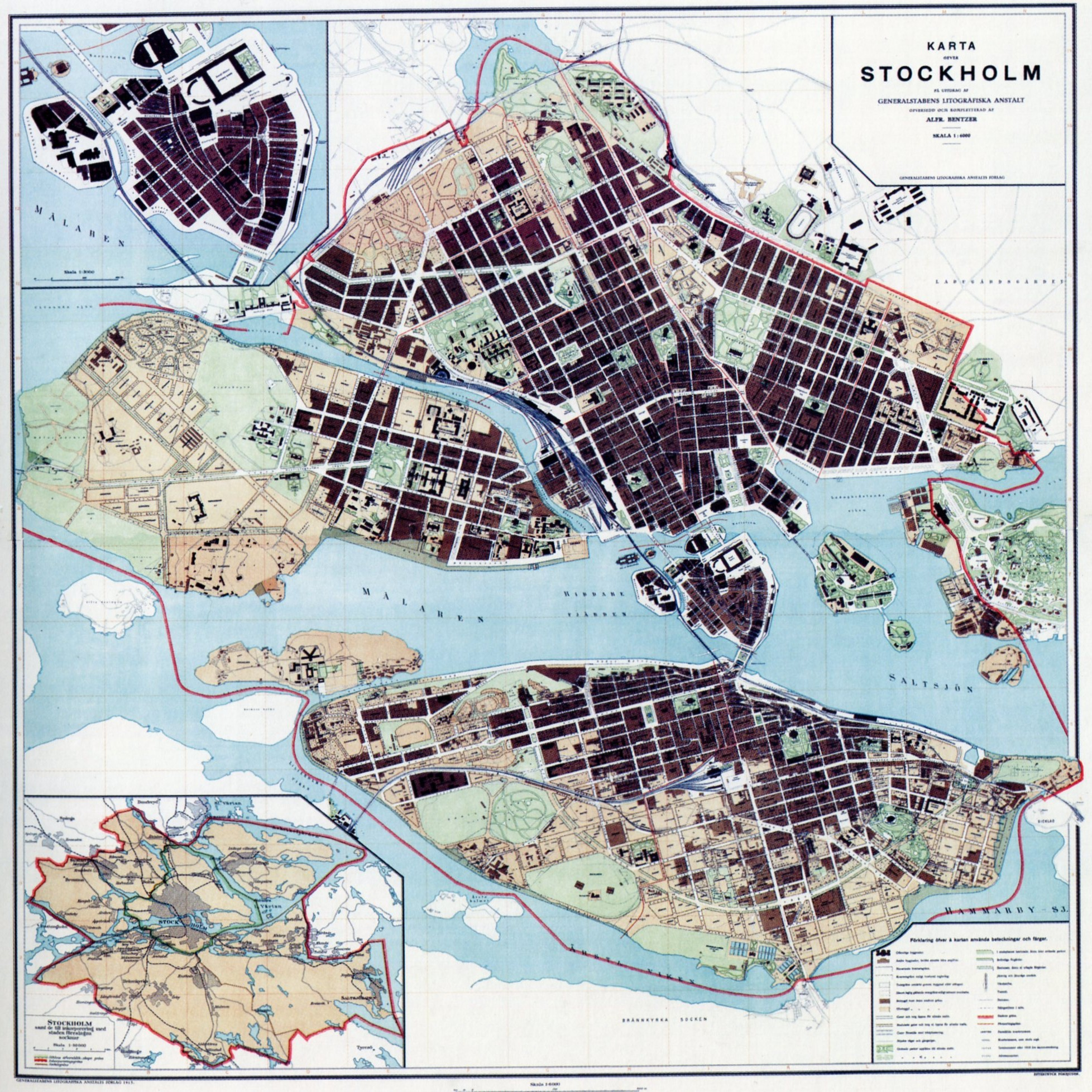
Stadsbebyggelsens utbredning inom Stockholms stad 1913.

Staden blev en egen kommun den 1 januari 1863, genom 1862 års kommunalförordningar, då Sveriges kommunsystem infördes och Stockholm fick sin första stadsfullmäktigeförsamling. Kungliga Djurgården inkorporerades från Danderyds skeppslag 1868. Brännkyrka landskommun  införlivades med Stockholm från den 1 januari 1913. 1916 införlivades Bromma landskommun. 1 januari 1949 inkorporerades såväl Hässelby villastads köping som huvuddelen av Spånga landskommun. Utöver dessa sammanläggningar har mindre områden under åren fogats till Stockholm, såsom Hammarby från Nacka landskommun 1930 en mindre del i norra Bagarmossen från Nacka stad 1959. I samband med Vårbyaffären inkorporerades Skärholmen och Vårberg från Huddinge landskommun 1963.  
Den 1 januari 1956 överfördes från Stockholms stad och Spånga kyrkobokföringsdistrikt till Järfälla landskommun och Järfälla södra kyrkobokföringsdistrikt ett område omfattande en areal av 0,01 km², varav allt land. Invånarna i området var sedan tidigare kyrkoskrivna i Järfälla södra kyrkobokföringsdistrikt.
Den 1 januari 1959 överfördes från Stockholms stad och Spånga kyrkobokföringsdistrikt till Sollentuna köping och Sollentuna församling ett obebott område omfattande en areal av 0,70 km², varav allt land.
Genom kommunreformen i Sverige 1 januari 1971 ombildades Stockholms stad till Stockholms kommun.

### Judiciell tillhörighet
Staden hade egen jurisdiktion genom Stockholms rådhusrätt som 1971 ombildades till Stockholms tingsrätt.

### Kyrklig tillhörighet
Den ursprungliga stadsförsamlingen var Storkyrkoförsamlingen i den gamla staden bildad 1260 ur Solna församling. 1587 utbröts Norrmalms församling (från 1643 benämnd Klara församling) ur Storkyrkoförsamlingen, 1591 utbröts Södermalms församling, från 1654 benämnd Maria Magdalena församling. Ur Klara församling utbröts 1643 Jakobs församling, 1671 Kungsholms församling, och 1675 Sankt Olofs församling, från 1775 benämnd Adolf Fredriks församling. 1 maj 1907 utbröts ur Jakobs församling Johannes församling. Hedvig Eleonora församling bildades 1672 och ur denna utbröts 1906 Engelbrekts församling och Oskars församling.
Ur Maria Magdalena församling utbröts 1654 Katarina församling och 1925 Högalids församling. Ur Katarina församling utbröts 1917 Sofia församling. Ur Adolf Fredriks församling utbröts 1906 Gustav Vasa församling och S:t Matteus församling. Ur Kungsholms församling utbröts 1925 S:t Görans församling. 
Med stadens inkorporeringar på 1900-talet (av Brännkyrka, Bromma och Spånga socknar) följde också motsvarande församlingar som sedan i sin tur delats.

## Stadsvapnet
Blasonering: I blått fält ett krönt S:t Erikshuvud av guld.
Vapnet fastställdes av Kungl. Maj:t (regeringen) den 19 januari 1934. Vapnet registrerades hos Patent- och registreringsverket 1974.

## Geografi
Stockholms stad omfattade den 1 januari 1952 en areal av 187,96 km², varav 182,19 km² land. Efter nymätningar och arealberäkningar färdiga den 1 januari 1955 och den 1 januari 1958 omfattade staden den 1 januari 1961 en areal av 187,04 km², varav 182,19 km² land.

### Tätorter i staden 1960
I Stockholms stad fanns del av tätorten Stockholm, som hade 808 484 invånare i staden den 1 november 1960. Tätortsgraden i staden var då 100,0 procent.

## Befolkningsutveckling
| Befolkningsutvecklingen i Stockholms stad 1870–1970 | Befolkningsutvecklingen i Stockholms stad 1870–1970 | Befolkningsutvecklingen i Stockholms stad 1870–1970 | Befolkningsutvecklingen i Stockholms stad 1870–1970 | Befolkningsutvecklingen i Stockholms stad 1870–1970 |
| --- | --------------------------------------------------- | --------------------------------------------------- | --------------------------------------------------- | --------------------------------------------------- |
| |                                                     |                                                     |                                                     |                                                     |
| År |                                                     |                                                     | Folkmängd                                           |                                                     |
| 1870 | 1870                                                |                                                     | 136 016                                             |                                                     |
| 1880 | 1880                                                |                                                     | 176 097                                             |                                                     |
| 1890 | 1890                                                |                                                     | 253 973                                             |                                                     |
| 1900 | 1900                                                |                                                     | 305 234                                             |                                                     |
| 1910 | 1910                                                |                                                     | 342 323                                             |                                                     |
| 1920 | 1920                                                |                                                     | 406 730                                             |                                                     |
| 1930 | 1930                                                |                                                     | 502 213                                             |                                                     |
| 1935 | 1935                                                |                                                     | 534 236                                             |                                                     |
| 1940 | 1940                                                |                                                     | 590 503                                             |                                                     |
| 1945 | 1945                                                |                                                     | 671 284                                             |                                                     |
| 1950 | 1950                                                |                                                     | 744 431                                             |                                                     |
| 1955 | 1955                                                |                                                     | 785 945                                             |                                                     |
| 1960 | 1960                                                |                                                     | 808 484                                             |                                                     |
| 1965 | 1965                                                |                                                     | 787 183                                             |                                                     |
| 1970 | 1970                                                |                                                     | 746 560                                             |                                                     |
| Anm: För åren 1870-1945: befolkning enligt folkräkning 31 december enligt den administrativa indelningen den 1 januari följande år. 1950 avser befolkning enligt folkräkning den 31 december enligt den administrativa indelningen den 1 januari 1952. 1955 avser den kyrkobokförda befolkningen den 31 december enligt den administrativa indelningen den 1 januari följande år. 1960 & 1965 avser befolkning enligt folkräkning den 1 november enligt den administrativa indelningen den 1 januari följande år. 1970 avser befolkningen den 1 november 1970 i det område som staden omfattade när den blev Stockholms kommun 1 januari 1971. |                                                     |                                                     |                                                     |                                                     |

## Borgmästarei Stockholms stad
Se även Lista över borgmästare i Stockholm
| Ämbetstid | Namn              | Levnadstid |
| --------- | ----------------- | ---------- |
| 1890–1903 | Frans Krook       | 1833–1904  |
| 1903–1930 | Carl Lindhagen    | 1860–1946  |
| 1931–1949 | Gunnar Fant       | 1879–1967  |
| 1950–1955 | Gustaf Bång       | 1888–1961  |
| 1956–1967 | Yngve Kristensson | 1900–1997  |
| 1967–1970 | Georg Ericsson    | 1921–1985  |

## Politik

### Mandatfördelning i valen 1911–1966
| 31 | 24 | 45 |

| 95 |

| 31 | 21 | 48 |

| 93 |

| 30 | 20 | 50 |

| 93 |

| 28 | 16 | 56 |

| 95 |

| 26 | 12 | 62 |

| 94 |

|  | 51 | 10 | 35 |

| 85 | 15 |

| 7 | 44 | 9 | 40 |

| 86 | 14 |

| 9 | 43 |  | 5 | 39 |

| 88 |

| 52 | 5 |  | 5 | 35 |

| 89 |

|  | 45 | 7 | 14 | 33 |

| 87 |

|  | 55 |  | 14 | 26 |

| 78 | 22 |

| 9 | 46 | 16 | 29 |

| 75 | 25 |

| 17 | 38 | 23 | 22 |

| 73 | 27 |

| 5 | 43 | 35 | 17 |

| 73 | 27 |

| 8 | 41 | 31 | 20 |

| 76 | 24 |

| 6 | 45 | 20 | 29 |

| 77 | 23 |

| 5 | 49 | 23 | 23 |

| 73 | 27 |

| 10 | 38 |  | 25 | 24 |

| 75 | 25 |